# Corrado Augias

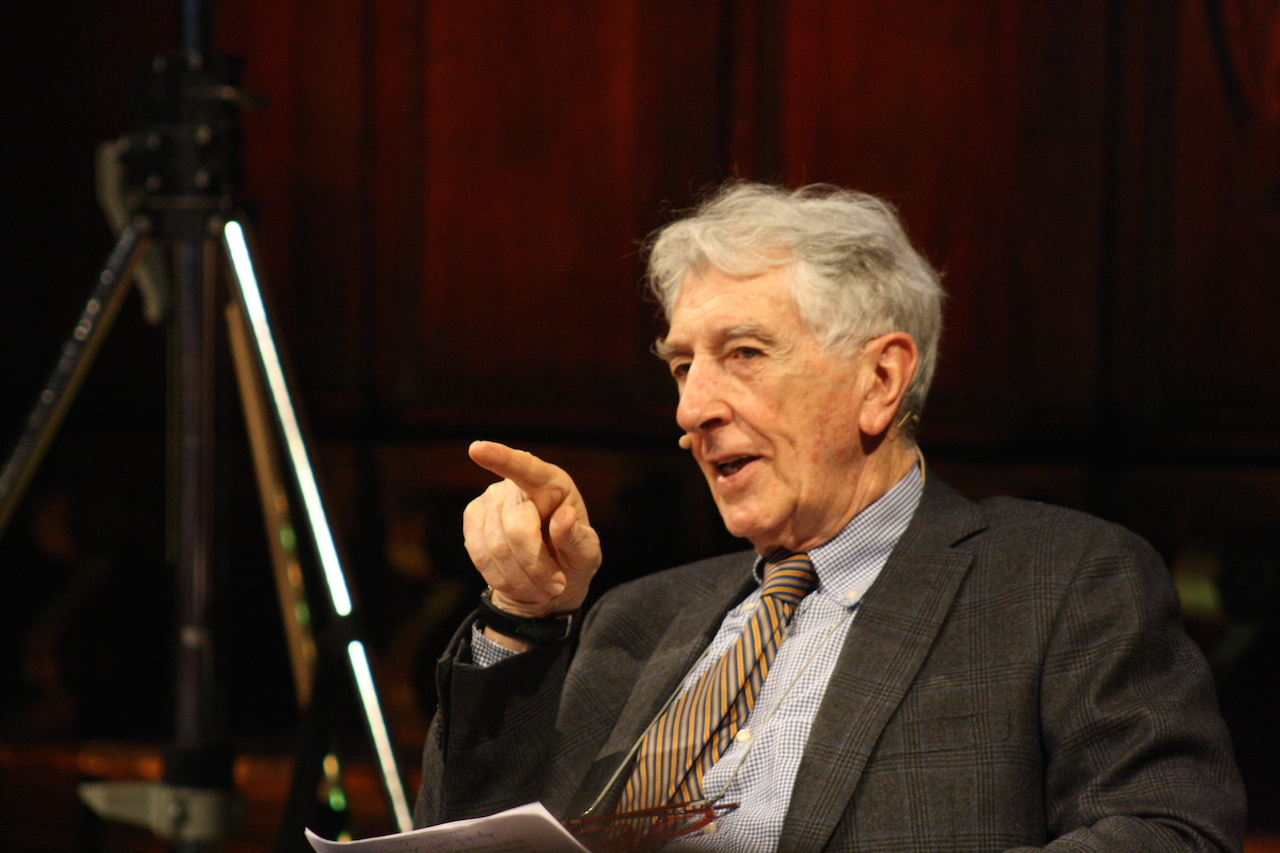
Corrado Augias beim International Journalism Festival 2014

Corrado Augias (* 26. Januar 1935 in Rom, Italien) ist ein italienischer Journalist, Autor und Fernsehmoderator.

## Leben
Augias begann als junger Journalist beim staatlichen italienischen Rundfunk RAI. Ab 1969 war er für die italienische Tageszeitung La Repubblica als Auslandskorrespondent in Paris und in New York tätig, desgleichen für die Wochenzeitschriften L’Espresso und Panorama. Für La Repubblica ist er heute noch als Redakteur für die Leserbriefe zuständig. Seine Tochter Natalia ist Journalistin bei der RAI.
Anfang der 1980er Jahre schrieb Augias mehrere Kriminalromane, die zu Beginn des 20. Jahrhunderts spielen. Es folgten eine Reihe von Essais mit den Titeln I segreti di. (Dir Geheimnisse von..), in denen er Städte wie Paris, London, New York usw. beschreibt. Das letzte dieser Bücher war 2010 Die Geheimnisse des Vatikan. Sein Buch über Jesus Christus Inchiesta su Gesù wurde in Italien ein Bestseller. 2015 folgte Inchiesta su Maria, das er zusammen mit Marco Vanini und Alessandro Parmiggiani schrieb.
Augias war von 1987 bis 1992 der Moderator der Fernsehsendung Telefono giallo und von 2003 bis 2013 der Morgensendung des Fernsehens der RAI Le storie - Diario italiano. Seit dem 4. Dezember 2023 moderiert Augias auf dem italienischen Kanal La7 eine eigene Sendung mit dem Titel Torre di Babele. Des Weiteren ist er Autor dreier Theaterstücke.
Augias war in den Jahren von 1994 bis 1999 Mitglied des 4. Europäischen Parlaments für den Partito Democratico della Sinistra, die heutige Partei Democratici di Sinistra.

## Veröffentlichungen
- als Herausgeber: Teatro del Grand Guignol. Einaudi, Turin 1972.
- Quel treno da Vienna. Kriminalroman. Rizzoli, Mailand 1981.
- Una manciata di fango. Rizzoli, Mailand 1993, ISBN 88-17-66029-9.
- I segreti di Parigi. Luoghi, storie e personaggi di una capitale. Mondadori, Mailand 1996, ISBN 88-04-41576-2.
- Inchiesta su Gesù. Chi era l’uomo che ha cambiato il mondo. Mondadori, Mailand 2006, ISBN 88-04-56001-0.
- I segreti del Vaticano. Storie, luoghi, personaggi di un potere millenario. Mondadori, Mailand 2010, ISBN 978-88-04-60324-5.
  - deutsch von Sabine Heymann: Die Geheimnisse des Vatikan. Beck, München 2011, ISBN 978-3-406-61363-0.
- I segreti d’Italia. Storie, luoghi, personaggi nel romanzo di una nazione. Rizzoli, Mailand 2012, ISBN 978-88-17-06082-0.
  - deutsch von Sabine Heymann: Die Geheimnisse Italiens. Roman einer Nation. Beck, München 2014, ISBN 978-3-406-68147-9.[1]
- mit Marco Vannini: Inchiesta su Maria. La storia vera della fanciulla che divenne mito. Rizzoli, Mailand 2015, ISBN 978-88-17-08640-0.
- Le ultime diciotto ore di Gesù. Einaudi, Turin 2015, ISBN 978-88-06-22365-6.

## Auszeichnungen
- 2006: Großkreuz zum Verdienstorden der Italienischen Republik
- 2007: Ritter der französischen Ehrenlegion